# Parauxesis
Parauxesis är ett släkte av skalbaggar. Parauxesis ingår i familjen långhorningar.
Kladogram enligt Catalogue of Life:
| Parauxesis | \| \| Parauxesis cicatricosa \| \| \| \| \| \| Parauxesis machadoi \| \| \| \| \| \| Parauxesis werneri \| \| \| \| |
|            | \| \| Parauxesis cicatricosa \| \| \| \| \| \| Parauxesis machadoi \| \| \| \| \| \| Parauxesis werneri \| \| \| \| |
|            | Parauxesis cicatricosa                                                                                              |
|            | |
|            | Parauxesis machadoi                                                                                                 |
|            | |
|            | Parauxesis werneri                                                                                                  |
|            | |